# Kombu
Taxons concernés
Alga
- Genre :
  - Laminaria J.V.Lamour., 1813
- Espèces :
  - Saccharina latissima
  - Laminaria angustata
  - Laminaria longissima
  - Laminaria digitata
  - Phyllariella ochotensis
  - Saccharina japonicaLaminariaceae

Le kombu (japonais : 昆布 ; IPA :  [kombɯ]), aussi appelé  dashima (coréen : 다시마), et haidai (chinois : 海带 ; pinyin : hǎidài), désigne diverses algues comestibles des genres Saccharina et Laminaria, consommées au Japon, en Chine et en Corée. 90 % du kombu japonais est cultivé à Hokkaido. Il est maintenant consommé et cultivé en France. L'algoculture en Bretagne produit le kombu breton, traditionnellement nommé « fouet des sorcières », ouarle, laminaire flexible (Laminaria digitata) et le kombu royal (Saccharina latissima). Il est aussi utilisé en cosmétique.

## Historique
La plus vieille mention du kombu apparaît dans Shoku Nihongi en 797, comme un cadeau et une taxe de la région de Tōhoku. Mais son utilisation est certainement beaucoup plus ancienne, et date probablement de la période Jōmon (qui couvre la période du Xe millénaire av. J.-C., au IIIe siècle av. J.-C.). Le kombu se décomposant facilement, aucune trace archéologique ne peut être trouvée. Durant la période Muromachi (qui s'étend entre 1336 et 1573), une technique de déshydratation du kombu permit de le conserver plus que quelques jours et il devint un produit d'exportation important du Tōhoku. À la période Edo, Hokkaido fut colonisé et des voies de transport furent organisées, l'utilisation du kombu s'étendit alors à tout le Japon.
Autrefois point de passage obligé pour l'exportation du kombu en Chine, Okinawa a largement incorporé cette algue dans sa cuisine traditionnelle. À tel point, même, que cette préfecture où la culture du kombu est pourtant impossible (les eaux environnantes étant trop chaudes) en a longtemps été la première consommatrice. Néanmoins, le désintérêt des jeunes générations pour la cuisine traditionnelle fait que de nos jours, ce n'est plus le cas.
Au XXe siècle, une méthode de culture du kombu fut découverte et le kombu devint alors moins cher et son utilisation encore plus fréquente.

## Cuisine
Le kombu est utilisé dans la cuisine japonaise comme l'un des deux ingrédients du dashi. Le kombu est généralement vendu séché entier ou coupé en lamelles, il est alors appelé oboro kombu. Il peut aussi être consommé frais en sashimi. Au japon, on boit l'infusion de kombu appelée kombucha (thé de kombu), riche en umami qui donne un goût savoureux. Ce kombucha japonais n’a rien de commun avec le kombucha nommé par confusion aux États-Unis et rencontré en Occident.
Il est aussi important dans la cuisine chinoise et la cuisine coréenne. Il accélère la cuisson des féculents[réf. nécessaire] : haricots, lentilles, pois chiches.

## Teneur en iode
Le kombu a la plus forte teneur en iode parmi les algues alimentaires consommées au Japon. Élément nutritif essentiel vital pour la production d’hormones et la fonction normale de la glande thyroïde, l'iode a une dose quotidienne recommandée pour les adultes de 150 µg. La teneur moyenne des diverses espèces de kombu séché est d’environ 2 524 µg par gramme d’algue.

## Espèces principales
| Nom scientifique        | Noms japonais                 | Noms chinois        | Noms coréens  | Note                                                                                       |
| ----------------------- | ----------------------------- | ------------------- | ------------- | ------------------------------------------------------------------------------------------ |
| Saccharina latissima    | 樺太昆布karafuto kombu        | 糖海带(糖海带)      | 유럽다시마    | contient du mannitol et est considéré plus doux.                                           |
| Saccharina japonica     | マコンブ ma-kombu             | 海带 (海帶)         | 다시마        | utilisé dans le dentalplak pour lutter contre la plaque dentaire chez le chien et le chat. |
| Laminaria angustata     | ミツイシコンブmitsuishi-kombu | 狭叶海带 (狭叶海带) | 일본다시마    | utilisé dans le dashi.                                                                     |
| Laminaria longissima    | ナガコンブ naga-kombu         | 长海带 (长海带)     | 긴 다시마     | utilisé pour les soupes.                                                                   |
| Phyllariella ochotensis | リシリコンブ rishiri-kombu    | 利尻海帶 (利尻海帶) | 리시리 다시마 | utilisé pour les soupes.                                                                   |